# Liste de collecteurs de musique irlandaise
Vous pouvez aider à l'améliorer ou bien discuter des problèmes sur sa page de discussion.
- Il ne cite pas suffisamment ses sources. Vous pouvez indiquer les passages à sourcer avec {{référence nécessaire}} ou {{Référence souhaitée}}, et inclure les références utiles en les liant aux notes de bas de page. (Marqué depuis décembre 2018)
- Certaines informations devraient être mieux reliées aux sources mentionnées dans la bibliographie ou les liens externes. Améliorez sa vérifiabilité en les associant par des références. (Marqué depuis décembre 2018)

- Archive Wikiwix
- Bing
- Cairn
- DuckDuckGo
- E. Universalis
- Gallica
- Google
- G. Books
- G. News
- G. Scholar
- Persée
- Qwant
- (zh) Baidu
- (ru) Yandex
- (wd) trouver des œuvres sur Wikidata

L'inventaire ci-dessous dresse une liste de collecteurs de musique irlandaise traditionnelle. Il concerne l'activité de collectage, c'est-à-dire la recherche, la transcription et/ou l'enregistrement de musiques, de chansons de tradition orale et de danses, dans le but de les sauvegarder.

## Collecteurs
nés au XVIIIe siècle
- William Bradbury Ryan publie en 1883 1 050 reels, jigs, hornpipes et autres danses ;
- William Forde (1759-1850)[1] ;
- Smollett Holden (vers 1760-1813), publie Collection of Old Established Irish Slow and Quick Tunes (Dublin, vers 1810)et Collection of the Most Esteemed old Irish Melodies ;
- Edward Bunting, né dans le comté d'Armagh en 1773 et décédé le 21 décembre 1843 à Dublin, est un musicien et collecteur irlandais de musique irlandaise traditionnelle pour harpe celtique ;
- John McCreery rassemble des airs irlandais, sur des paroles écrites par John Daly Burk, dans un ouvrage publié en 1824 à Petersburg (États-Unis) ;
- George Petrie (1790-1866) est un peintre, antiquaire, musicien et archéologue irlandais. Il a recueilli un nombre important d'airs et de mélodies irlandais ;
- Henry Elliott Hudson (en) (1798-1889) ;
- John Mulholland publie en 1810, à Belfast, une compilation de 82 airs, harmonisés pour harpe, violon, flûte et cornemuse Collection of Ancient Airs. Cette collection avait été initiée dès 1710 par le père du collecteur[2] ;
- O'Farrell, joueur de uilleann pipes, publie 300 airs dans Collection of National Irish Music for the Union Pipes (vers 1800) et O'Farrell's Pocket Companion for the Irish or Union Pipes (1806) ;

nés au XIXe siècle
- Edith Drury, Eibhlín Bean Mhic Choisdealbha, aussi connue sous le nom de Mrs. Costello du nom de son mari, née à Londres, a recueilli et publié 80 chants, en 1919 dans le Irish Folksong Journal puis en 1923 dans un ouvrage intitulé Amhráin Mhuighe Seóla[3] ;
- Patrick Weston Joyce (1827-1914), est un historien et écrivain irlandais. Il publie Old Irish Folk Music en 1909 (842 airs) Irish Peasant Songs et Irish Music and Song ;
- Robert Dwyer Joyce, frère cadet de Patrick Weston Joyce, (1830-1883), est un médecin et poète irlandais. Collecteur, ill contribue à plusieurs airs qui furent inclus dans The Petrie Collection of the Ancient Music of Ireland, de George Petrie publié en 1855 ;
- John Edward Pigot (1822-1871), collecteur de plus de 2 000 airs ;
- Canon James Goodman (1828-1896), collecteur de plus de 2 000 airs ;
- Francis O'Neill, né le 28 août 1848 et décédé le 26 janvier 1936, est un officier de police américain d'origine irlandaise et collecteur de musique irlandaise. Pendant son mandat en tant que chef de la police, O'Neill recrute de nombreux musiciens traditionnels irlandais dans la police, comme Patrick O'Mahony, James O'Neill, Bernard Delaney, John McFadden et James Early. Il recueille également des airs de certains des principaux interprètes de l'époque, y compris Patsy Touhey, qui lui envoie régulièrement des cylindres de cire et lui rend visite à Chicago. Il recueille également des airs depuis une grande variété de sources imprimées. O'Neill est lui-même un joueur de tin whistle accompli, qui participe régulièrement à des sessions de musique irlandaise[4]. Ne sachant lui-même transcrire la musique, il fait appel au talent du sergent James O'Neill, également violoniste irlandais ;
- Frank Roche (1866-1961) publie en 1927 ses deux premiers volumes, suivis en 1927 de trois autres recueils. Sa dernière publication date de 1931 (Airs and Fantasied) et compte 566 mélodies ;
- Sam Henry (1870-1952), contributeur au journal Northern Constitution (Coleraine, comté de Londonderry, sa ville natale) dans lequel il publie ses Songs of the People de 1923 à 1939, collectés dans le comté d'Antrim. Sa collection est rassemblée en quatre volumes[5] ;
- A. Martin Freeman (en) (1878-1959), collecteur dans la région de West Cork ;
- Herbert Hughes, né le 16 mai 1882 et décédé le 1er mai 1937, est un compositeur, critique musical et collecteur irlandais. Il publie Songs of Uladh en 1904 et Irish Country Songs en 1909 ;
- Liam de Noraidh (1888-1972) publie en 1965 un recueil de chants de Munster, Ceol o'n Mumhain[6] ;
- Fionan MacColuim - Amhrain na nGleann, Cosa Bui Arda (chants pour enfants), 1922-24 ;
- Maighread Ni Annagain et Séamus Clandillon publient en 1927 un recueil de chants de Munster Londubh an Chairn ;
- Fr. L. O Muiri publia Amhrain Chuige Uladh en 1927 ;

nés au XXe siècle
- Aloys Fleischmann, né le 13 avril 1910 et décédé le 21 juillet 1992 est un compositeur et musicologue irlandais. On lui doit plusieurs livres et articles sur la musique irlandaise, dont un important travail de collectage inclus dans Sources of Irish Traditional Music: An Annotated Catalogue of Prints and Manuscripts 1583-1855 ;
- Micho Russell (en), né le 15 mars 1915 et décédé le 19 février 1994, est un joueur de tin whistle, folkloriste et collecteur ;
- Hugh Shields, né le 8 septembre 1929 à Belfast et décédé le 16 juillet 2008, est un enseignant irlandais, et une autorité en matière de musique irlandaise traditionnelle. Il est l'un des membres fondateurs de la Société de musique folk d'Irlande (en) (1971) et de l'Irish Traditional Music Archive (1987). On lui doit nombre de travaux sur la musique et le folklore irlandais. Il est l'auteur de l'une des publications majeures de l'ITMA,  provenant de collections de manuscrits historiques portant sur la musique traditionnelle irlandaise, Tunes of the Munster Pipers : Irish Traditional Music from the James Goodman Manuscripts, réunissant 500 mélodies datant d'avant la famine irlandaise, éditées à partir d'éléments conservés par le Trinity College de Dublin ;
- Seán Ó Baoighill publie Cnuasacht de Cheoltai Uladh, en 1948 ;
- Breandán Breathnach, appelé également Brendan Walsh[7], né à Dublin le 1er avril 1912 et décédé en novembre 1985, est un collecteur de musique irlandaise et un joueur de uilleann pipes et de tin whistle. Il a rassemblé plus de 7 000 airs, publiés à partir de 1963 ;
- Seamus Ennis, né le 5 mai 1919 à Finglas (Dublin) et décédé le 5 octobre 1982 à Naul (en) (comté de Dublin), est un joueur irlandais de uilleann pipes, chanteur et collecteur de musique irlandaise traditionnelle. De 1942 à 1947, travaillant alors pour l'Irish Folklore Commission, Séamus Ennis collecte des airs dans l'ouest du Munster, les comtés de Galway, Cavan, Mayo, Donegal, Kerry, les îles d'Aran et les Hébrides écossaises. Sa connaissance du gaélique écossais lui permet de transcrire la plupart des chants collectés par John Lorne Campbell. Elizabeth Cronin de Baile Mhuirne dans le comté de Cork, enchantée de ses discussions avec le collecteur, prépare chacune de ses visites en transcrivant sur papier musique ses propres œuvres. Pendant ces cinq années, il recueille 2 000 titres environ[8] ;
- Frank Harte (en) (1934-2005), est un collecteur de chants et ballades de la région de Dublin ;
- Donal O Sullivan publie Songs of the Irish en 1960 ;
- Tom Munnelly, né le 25 mai 1944 et décédé le 30 août 2007, est un collecteur qui a travaillé dans le département de folklore irlandais de l'University College Dublin. Président du département des archives musicales traditionnelles irlandaises, il a rassemblé près de 1 500 cassettes de matériel enregistré ;
- Carmel Gunning TTCT[9],[10] est une compositrice et musicienne irlandaise originaire de Sligo. Elle est l'un des joueurs de tin whistle irlandais les plus accomplis, connue également pour ses chants et son art de la flûte. Elle est l'auteur de The Mountain Top (2006), qui contient plus de soixante airs populaires du sud Sligo.

## Sources
- (en) Le site de Comhaltas ;
- (en) Tomás Ó Canainn, Traditional Music in Ireland, Routledge & Keegan Paul, 1978 (ISBN 0-7100-0021-9) ;
- (en) Sean O Riada, Our Musical Heritage, The Dolmen Press, 1982 (ISBN 0-85105-389-0) ;
- (en) David A Wilson et Mark Spencer, Ulster Presbyterians in the Atlantic World, 4 Courts Press (ISBN 1-85182-949-0).